# ユビサキから世界を
「ユビサキから世界を」（ユビサキからせかいを）は、日本のロックバンドのアンダーグラフの5枚目のシングル。2006年6月21日にリリースされた。また、行定勲監督により同タイトルの映画も製作されている。
シングル購入者限定で先行試写会が行われた。

## 解説
初回限定盤（CD+DVD）・通常盤（CDのみ）の2形態で発売される。DVDには行定勲監督による「ユビサキから世界を」のビデオクリップが収録されている。
ジャケットの絵は、手が描かれたものとなっている。
カップリング曲「純心サイクル」と共に2006年3月25日より始まった春ツアー「spring tour`06～素晴らしき日々は、何気ない毎日。～」で披露された。当時はまだリリースの予定はなかった。
また、ライブでしか披露されたことはないが、「ユビサキから世界を」は、サビの部分から始まる、通称「ロックVer.」が存在する。

## 収録曲
1. ユビサキから世界を
2. 純心サイクル

## 収録アルバム
- 『素晴らしき日常』(#1、#2(Disc2のみ)のライブバージョン)
- 『UNDER GRAPH』(#1、#2(Disc2のみ))

## 映画『ユビサキから世界を』
映画監督行定勲がこの曲にインスピレーションを受け映画化が決定。脚本は行定勲監督のオリジナル。
「何もないところから作り上げる。映画は本来こうあるべき。」と制作発表会で行定勲は発言し、「映画があるべき原点」をこの映画で目指した。スタッフは約30名、出演者もすべてオーディションで決定した。
2006年、「MUSIC×CINEMA  Free Screen Tour'06」と題して7月下旬より全国縦断無料上映ツアーが行われている。
2006年9月6日DVD発売が決定。映像特典として、行定勲監督とアンダーグラフの対談・クランクイン記者発表などが収録される。

### ストーリー
舞台はとある地方都市。家庭内問題、妊娠などそれぞれ問題を抱えていた仲のよいクラスメイト4人が、希望のない日々・退屈な授業に嫌気がさし突発的に集団自殺の計画をたてる。その日の夜。自殺決行まで時間が少なくなり死を意識し始めた4人の心は微妙に変化し始めていく。

### キャスト
- リンネ：谷村美月
- ウタ：北乃きい
- ラン：麻里也
- タマ：永岡真実
- 乳牛：上原香代子
- 俊之(リンネの父)：光石研
- 晃子(リンネの母)：時任歩
- ウタの母：安室満樹子
- 幸吉(ウタの祖父)：飯田孝男
- 幸子(ランの母)：土屋久美子
- 正力(タマの彼氏)：中山祐一朗
- 真山(タクシーの運転手)：伊達暁

### スタッフ
- 監督/脚本：行定勲
- エグゼクティブプロデューサー：後藤由多加
- プロデューサー：古賀俊輔、深尾宏之
- 撮影：中山光一
- 照明：武藤要一
- 録音：浦田和治
- 編集：今井剛
- 音楽：めいなCo.
- キャスティング：杉野剛
- 助監督：野本史生
- 特別協力：吉村和文
- 主題歌：「ユビサキから世界を」アンダーグラフ
- 挿入歌：「ツバサ」アンダーグラフ
- 制作：ランブルフィッシュ
- 製作：フォーライフミュージックエンタテイメント、ランブルフィッシュ、ケーブルテレビ山形

※アンダーグラフもカメオ出演している。